# Lachnaia zoiai
Lachnaia zoiai — вид листоїдів з підродини клітріних. Зустрічається в південній частині Греції та на Криту.